# Tylodina fungina
Tylodina fungina är en snäckart som beskrevs av William More Gabb 1865. Tylodina fungina ingår i släktet Tylodina och familjen Tylodinidae. Inga underarter finns listade i Catalogue of Life.